# John N. Thompson
John Norton Thompson (* 15. November 1951 in Pittsburgh) ist ein US-amerikanischer Evolutionsbiologe.
Thompson studierte am Washington & Jefferson College in Washington (Pennsylvania) mit dem Bachelor-Abschluss 1973 und wurde 1977 an der University of Illinois at Urbana-Champaign in Ökologie promoviert. Seine Dissertationsarbeit hatte den Titel Patch Dynamics in the Insect – Pastinaca Sativa Association: Life History Tactics and Population Consequences. Danach war er dort Visiting Assistant Professor für Entomologie. 1978 wurde er Assistant Professor, 1982 Associate Professor und 1987 Professor an der Washington State University und war dort ab 1994 Edward Meyer Distinguished Professor. 2000 wurde er Professor für Ökologie und Evolutionsbiologie an der University of California, Santa Cruz, wo er 2002 bis 2007 Direktor des STEPS Institute for Innovation in Environmental Research war und 2008 Distinguished Professor wurde und 2014 Jean H. Langeheim Professor für Pflanzenökologie und Evolution.
1991/82 war er als Fulbright Scholar in Australien (Canberra). 2014 war er Visiting Fellow am Trinity College in Cambridge und 2009/10 beim Centre for Advanced Studies der Norwegischen Akademie der Wissenschaften.
Er ist bekannt zu Forschungen über Koevolution.
2017 erhielt er die Darwin-Wallace-Medaille. Er ist Fellow der American Academy of Arts and Sciences, der American Association for the Advancement of Science, der California Academy of Sciences und der Royal Entomological Society of London. 2008 war er Präsident der American Society of Naturalists. Er gehört zu den ISI Highly Cited Researchers in Evolutionsbiologie und Ökologie.

## Schriften (Auswahl)
Bücher:
- Relentless Evolution, University of Chicago Press 2013
- The geographic mosaic of coevolution, University of Chicago Press 2005
- The coevolutionary process, University of Chicago Press 1994
- Interaction and coevolution, University of Chicago Press 1982, 2. Auflage 2014

Einige Aufsätze:
- mit S. T. A. Pickett: Patch dynamics and the design of nature reserves, Biological Conservation, Band 13, 1978, S. 27–37
- mit M. F. Wilson: Evolution of temperate fruit/bird interactions: phenological strategies, Evolution, 1979, S. 973–982
- mit E. W. Price u. a.: Interactions among three trophic levels: influence of plants on interactions between insect herbivores and natural enemies, Annual Review of Ecology and Systematics, Band 11, 1980, S. 41–65
- mit R. N. Mack: Evolution in steppe with few large, hooved mammals, The American Naturalist, Band 119, 1982, S. 757–773
- mit D. A. Pyke: Statistical analysis of survival and removal rate experiments, Ecology, Band 67, 1986, S. 240–245
- mit P. W. Price u. a.: Parasite mediation in ecological interactions, Annual Review of Ecology and Systematics, Band 17, 1986, S. 487–505
- Evolutionary ecology of the relationship between oviposition preference and performance of offspring in phytophagous insects, Entomologia experimentalis et applicata, Band 47, 1988, S. 3–14
- Variation in interspecific interactions,. Annual review of ecology and systematics, Band 19, 1988, S. 65–87
- mit O. Pellmyr: Evolution of oviposition behavior and host preference in Lepidoptera, Annual review of entomology, Band 36, 1991, S. 65–89
- mit J. J. Burdon: Gene-for-gene coevolution between plants and parasites, Nature, Band 360, 1992, S. 121–125
- Rapid evolution as an ecological process, Trends in Ecology & Evolution Band 13, 1998, S. 329–332
- Specific hypotheses on the geographic mosaic of coevolution, The American Naturalist, Band 153, 1999, S1-S14
- The evolution of species interactions, Science, Band 284, 1999, S. 2116–2118
- mit A. K. Sakai u. a.: The population biology of invasive species, Annual review of ecology and systematics, Band 32, 2001, S. 305–332
- mit B. M. Cunningham: Geographic structure and dynamics of coevolutionary selection, Nature, Band 417, 2002, S. 735
- mit Douglas Soltis, Pamela Soltis, D. W. Schemske, J. F. Hancock: Autopolyploidy in angiosperms: have we grossly underestimated the number of species ?, Taxon, Band 56, 2007, S. 13–30